# Consejo de Estado Provisional
El Consejo de Estado Provisional (en hebreo: מועצת המדינה הזמנית‎, Moetzet HaMedina HaZmanit) fue la legislatura temporal de Israel desde poco antes de la independencia hasta la elección de la primera Knesset en enero de 1949. Ocupó el lugar del Consejo Privado de Su Majestad, a través del cual el gobierno británico había legislado en Eretz Israel.

## Historia
El Consejo de Estado Provisional se estableció con el nombre de Moetzet HaAm (מועצת העם  lit. Consejo Popular) el 12 de abril de 1948 en preparación para la independencia poco más de un mes después. Había 37 miembros que representaban todos los lados del espectro político judío, desde los revisionistas hasta los comunistas. Se estableció un cuerpo separado, Minhelet HaAm, como el proto- gabinete, cuyos miembros también eran miembros de Moetzet HaAm.
El 14 de mayo a las 13:50, Moetzet HaAm se reunió en el edificio del Fondo Nacional Judío en Tel Aviv para votar sobre el texto de la Declaración de Independencia de Israel. A pesar de los desacuerdos sobre temas como las fronteras y la religión, se aprobó por unanimidad y la reunión terminó a las 15:00, una hora antes de la declaración. Los 37 miembros fueron los que firmaron la declaración.
Después de la independencia, el cuerpo pasó a llamarse Consejo de Estado Provisional. Su última reunión se celebró el 3 de febrero de 1949, tras lo cual fue sustituida por la Asamblea Constituyente que había sido elegida el 25 de enero. La Asamblea Constituyente se reunió por primera vez el 14 de febrero y dos días después se declaró la primera Knesset .
El testaferro titular del consejo, Chaim Weizmann, fue el jefe de Estado de facto de Israel hasta que fue elegido presidente en febrero de 1949.

## Miembros
| Partido                                   | Asientos | Miembros |
| ----------------------------------------- | -------- | --- |
| Mapai                                     | 10       | David Ben-Gurión, Meir Argov, Itzjak Ben-Zvi, Eliyahu Dobkin, Eliezer Kaplan , Avraham Katznelson, Golda Meir, David Remez, Mordechai Shatner, Moshé Sharet |
| Sionistas Generales                       | 3        | Daniel Auster, Eliyahu Berligne, Peretz Bernstein |
| Hatzohar                                  | 3        | Herzl Rosenblum, Zvi Segal, Ben-Zion Sternberg |
| Mapam                                     | 3        | Mordechai Bentov, Zvi Lurie, Aharon Zisling |
| Mizrají                                   | 3        | Wolf Gold, Yehuda Leib Maimon, David-Zvi Pinkas |
| Nuevo Partido Aliyá / Partido Progresista | 3        | Avraham Granot, Moshe Kol, Pinhas Rosen |
| Agudat Israel                             | 2        | Meir David Loewenstein, Yitzhak-Meir Levin |
| HaPoel HaMizrahi                          | 2        | Haim-Moshe Shapira, Zerach Warhaftig |
| Poalei Agudat Israel                      | 1        | Kalman Kahana |
| Ahdut HaAvoda - Poale Zion                | 1        | Berl Repetur |
| Poalei Zion                               | 1        | Nahum Nir |
| Partido Comunista Palestino / Maki        | 1        | Meir Vilner (reemplazado por Shmuel Mikunis luego de la independencia)                                                                                      |
| Comunidades Sefardíes y Orientales        | 1        | Bechor-Shalom Sheetrit |
| WIZO                                      | 1        | Rachel Cohen-Kagan |
| Asociación Yemenita                       | 1        | Saadia Kobashi |
| Independiente                             | 1        | Yitzhak Gruenbaum |